# Antonella Ponziani
Antonella Ponziani (ur. 29 lutego 1964 w Rzymie) – włoska aktorka, reżyser i scenarzystka. Zadebiutowała w 1986 roku. Wystąpiła w kilkudziesięciu filmach, w tym w Wywiadzie Federica Felliniego, Wiosennych wodach Jerzego Skolimowskiego i Zmartwychwstaniu braci Tavianich. Laureatka kilku nagród filmowych: David di Donatello, Nastro d’argento, Ciak d’oro.

## Biografia i kariera
Antonella Ponziani urodziła się 29 lutego 1964 roku w Rzymie. Mając 15 lat zaczęła poznawać teatr. W 1986 roku zadebiutowała w filmie La bonne (1986) w reżyserii Salvatore Samperiego, w obsadzie którego znaleźli się także: Florence Guérin, Rita Savignone i Lorenzo Lena. W roku następnym wystąpiła między innymi w Wywiadzie Federica Felliniego z Marcello Mastroiannim (gdzie zagrała rolę aktorki), a w 1989 roku – w Wiosennych wodach w  reżyserii Jerzego Skolimowskiego.
W 1992 roku zagrała swoją pierwszą główną rolę w filmie Verso Sud Pasquale Pozzessere, w którym kreowała nastoletnią matkę i okazjonalną prostytutkę. Za rolę otrzymała nagrody David di Donatello i Nastro d’argento w kategorii: najlepsza aktorka pierwszoplanowa.
W 1996 roku otrzymała nagrodę Ciak d’oro za najlepszą rolę drugoplanową w filmie Ferie d’agosto Paola Virzì. 
W 1999 roku zadebiutowała jako reżyser kręcąc wspólnie z Tonino Zangardim film L’ultimo mundial. Była też współautorką jego scenariusza. Fabułę filmu stanowi trenerska opowieść o losie pewnego obiecującego, młodego zawodnika, którego karierę przerwał tragiczny wypadek.
W 2001 roku wystąpiła w filmie Zmartwychwstanie braci Tavianich, w którym kreowała rolę Wiery

## Filmografia aktorska
Lista na podstawie Cinecittà i Archivio del Cinema Italiano:

### Film fabularny
- La Bonne, reż. Salvatore Samperi (1986)
- Otello, reż. Franco Zeffirelli (1986)
- Intervista, reż. Federico Fellini (1987)
- Soldati - 365 all'alba, reż. Marco Risi (1987)
- Tango blu, reż. Alberto Bevilacqua (1987)
- Un delitto poco comune, reż. Ruggero Deodato (1987)
- Caramelle da uno sconosciuto, reż. Franco Ferrini (1987)
- Angela come te, reż. Anna Brasi (1988)
- Voglia di rock, reż. Massimo Costa (1989)
- Wiosenne wody (wł. Acque di primavera),  reż. Jerzy Skolimowski (1989)
- Crack, reż. Giulio Base (1991)
- Un'altra vita, reż. Carlo Mazzacurati  (1992)
- Verso Sud, reż. Pasquale Pozzessere (1992)
- Le donne non vogliono più, reż. Pino Quartullo (1993)
- Cari fottutissimi amici, reż. Mario Monicelli (1994)
- Un Paradiso di bugie, reż. Stefania Casini,  (1996)
- Ferie d'agosto, reż. Paolo Virzì  (1996)
- La medaglia, reż. Sergio Rossi (1997)
- Fiabe metropolitane, reż. Egidio Eronico (1997)
- Dancing North, reż. Paolo Quaregna (1998)
- Le sciamane, reż. Anne Riitta Ciccone (2000)
- Metronotte, reż. Francesco Calogero (2000)
- Zmartwychwstanie (wł. Resurrezione), reż. Paolo i Vittorio Taviani (2001)
- Concorso di colpa, reż. Claudio Fragasso (2005)
- Tempesta, reż. Tim Disney (2006)
- Il lupo, reż. Stefano Calvagna (2007)
- Dekronos, il demone del tempo, reż. Rachel Bryceson Griffiths (2008)
- Impotenti esistenziali, reż. Giuseppe Cirillo (2009)
- Nient'altro che noi, reż. Angelo Antonucci (2009)
- Prigioniero di un segreto, reż. Carlo Fusco (2010)
- La scuola è finita, reż. Valerio Jalongo (2010)
- Dopoquellanotte, reż. Giovanni Galletta (2010)
- Długie dzieciństwo (wł. Una sconfinata giovinezza), reż. Pupi Avati (2010)
- Dimmi di si, reż. Rosario Errico (2014)
- Girotondo, reż. Tonino Abballe (2017)
- Mma Love Never Dies, reż. Riccardo Ferrero (2017)
- Ci alzeremo all'alba, reż. Jean-Marie Benjamin (2018)
- Prigioniero della mia libertà, reż. Rosario Errico (2018)
- Camminando nel cielo, reż. Angelo Antonucci (2020)
- Il ritratto incompiutodi Clara Bellini, reż. Namik Ajazi (2021)
- Umami - Il quinto sapore, reż. Angelo Frezza (2021)
- Blu38, reż. Roger A. Fratter (2022)
- Giorni felici, reż. Simone Petralia (2023)

### Film krótkometrażowy
- Cattiva condotta (1999)
- Ballerina, reż. Rosario Errico (2007)
- Ananake - Great Metropo, reż. Alfredo Mazzara (2009)

## Filmografia reżyserska

### Film krótkometrażowy
- Scherzo di un do minore
- La nota stonata
- Cattiva condotta

### Film fabularny
- L'ultimo mundial (1999)